# Liste der Monuments historiques in Occey
Die Liste der Monuments historiques in Occey führt die Monuments historiques in der französischen Gemeinde Occey auf.

## Liste der Immobilien
| Bezeichnung    | Beschreibung            | Standort                | Kennzeichnung | Schutzstatus | Datum | Bild |
| -------------- | ----------------------- | ----------------------- | ------------- | ------------ | ----- | ---- |
| Friedhofskreuz | aus dem 15. Jahrhundert | Route de la Gare (Lage) | PA00079167    | Classé       | 1925  |      |